# Mark Thomson (Politiker)
Mark Thomson (* 1739 bei Norristown, Province of Pennsylvania; † 14. Dezember 1803 in Marksboro, New Jersey) war ein US-amerikanischer Politiker. Zwischen 1795 und 1799 vertrat er den Bundesstaat New Jersey im US-Repräsentantenhaus.

## Werdegang
Mark Thomson wuchs während der britischen Kolonialzeit auf und arbeitete zunächst als Müller. 1773 wurde er zum Friedensrichter im Sussex County in New Jersey gewählt. Thomson schloss sich schon früh der amerikanischen Revolution an und war in den Jahren 1774 und 1775 Mitglied im Provinzialkongress. Zu Beginn des Unabhängigkeitskrieges diente er als Oberst in der Staatsmiliz. Gleichzeitig schlug er eine politische Laufbahn ein. 1779 war er Abgeordneter in der New Jersey General Assembly; von 1786 bis 1788 saß er im State Council, dem Vorläufer des heutigen Staatssenats. Seit 1793 gehörte er dem Beraterstab von Gouverneur Richard Howell an.
Bei den in New Jersey staatsweit ausgetragenen Kongresswahlen des Jahres 1794 wurde Thomson für den dritten Sitz seines Staates in das US-Repräsentantenhaus gewählt, wo er am 4. März 1795 die Nachfolge von Jonathan Dayton antrat. Nach einer Wiederwahl konnte er bis zum 3. März 1799 zwei Legislaturperioden im Kongress absolvieren. In dieser Zeit wurde er Mitglied der von Alexander Hamilton gegründeten Föderalistischen Partei. Nach dem Ende seiner Zeit im US-Repräsentantenhaus zog sich Thomson aus der Politik zurück. Er starb am 14. Dezember 1803 in Marksboro.